# Christian Gentner
Christian Gentner (Nürtingen, 14 de agosto de 1985) é um ex-futebolista alemão que atuava como volante ou meia.
O pai de Christian Gentner morreu em 15 de dezembro de 2018 no estádio Mercedes-Benz Arena após ver o jogo do filho frente ao Hertha Berlin.

## Títulos
VfB Stuttgart
- Campeonato Alemão: 2006–07

Wolfsburg
- Campeonato Alemão: 2008–09